# Аутобуска станица
Аутобуска станица или аутобуски колодвор је уређени објекат у којој се градски или међуградски аутобуси заустављају како би путници ушли или изашли.
Главна разлика између аутобуске станице и аутобуског стајалишта је у томе што је станица много већа од стајалишта, као и то да једно насеље обично има само једну аутобуску станицу док аутобуских стајалишта може бити на десетине. Путници на станицама могу резервисати карте за аутобуске линије у граду, али и ван градова док, с друге стране, путници на стајалиптима само имају могућност чекања на аутобус знајући да возили иде тачно одређеном рутом. 
Перони аутобуских станица могу бити додељени фиксним аутобуским линијама, или могу бити променљиви у комбинацији са динамичким системом информисања путника. Ово последње захтева мање платформи, али не пружа путнику удобност да добро познаје платформу и да тамо чека.

## Приступачна станица
Приступачна станица је станица јавног превоза путника која омогућава лак приступ, употребљива је и нема физичке баријере које онемогућавају и/или ограничавају приступ особама са инвалидитетом, укључујући и оне који користе инвалидска колица.

## Највеће аутобуске станице
Интегрисана аутобуска станица Коимбатор у изградњи у Коимбатору, Индија, постаће највећа аутобуска станица на свету, изграђена на површини од 61,62 acres (249.400 m2).
Са 37 acres (150.000 m2), аутобуска станица Ченај Мофусил у Ченају, Индија, највећа је аутобуска станица у Азији.
Аутобуска чворишта Вудландс у Сингапуру је једна од најпрометнијих аутобуских чворишта на свету, кроз коју дневно прође до 400.000 путника у 42 аутобуске линије. Остале аутобуске станице као што су Бедок, Тампинес и Јишун превозе сличан број путника дневно.
Највећа подземна аутобуска станица у Европи је Кампи центар у Хелсинкију, Финска, завршена 2006. Завршетак терминала је коштао 100 милиона евра, а за пројектовање и изградњу било је потребно 3 године. Данас је ова аутобуска станица, која се простире на 25.000 квадратних метара, најпрометнија аутобуска станица у Финској. Сваког дана терминал има око 700 аутобуских полазака, који превозе око 170.000 путника.
Аутобуска станица Престон у Престону, Ланкашир, изграђена 1969. и касније уврштена на листу баштине, описана је 2014. као „у зависности од тога како је мерите, највећа аутобуска станица на свету, друга по величини у Европи и најдужа у Европи”. Потпуно је реновирана 2018. године.
Највећи аутобуски терминал у Северној Америци је Аутобуски терминал Лучке управе који се налази на Менхетну у Њујорку. Терминал се налази у Мидтауну у Осмој авенији 625 између 40. улице и 42. улице, један блок источно од тунела Линколн и један блок западно од Тајмс сквера. Терминал је највећи на западној хемисфери и најпрометнији на свету по обиму саобраћаја, опслужује око 8.000 аутобуса и 225.000 људи сваког радног дана и више од 65 милиона људи годишње. Има 223 капије. Он управља међуградским аутобуским линијама широм САД и неким међународним дестинацијама углавном у Канади, од којих је већина у оквиру Грејхаунд линија.
Највећи аутобуски терминал на јужној хемисфери је Тиете аутобуски терминал који се налази у Сао Паулу, Бразил. Такође је други најпрометнији на свету, опслужујући око 90.000 људи радним даном у 300 аутобуских линија на својих 89 платформи (72 за укрцавање и 17 за искрцавање), са услугама за преко 1.000 градова широм земље и Јужне Америке. Терминал је такође повезан са суседном метро станицом.